# Igreja Matriz de São Miguel de Malhada Sorda

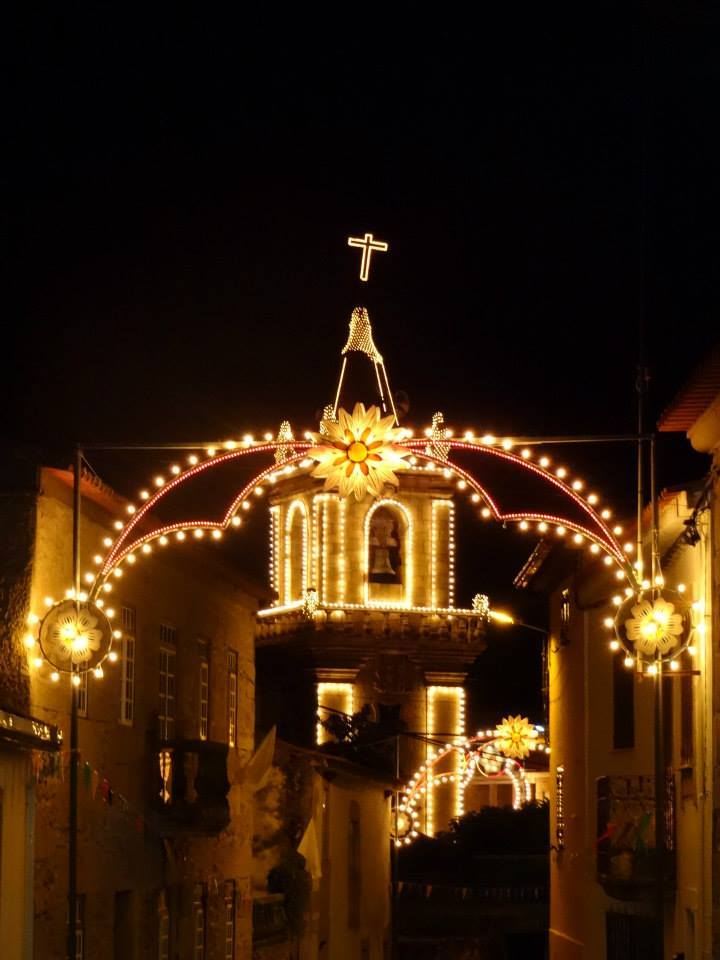
Igreja Matriz de Malhada Sorda nas Festas em Honra de Nossa Senhora da Ajuda

A Igreja Matriz de São Miguel de Malhada Sorda, ou Igreja de São Miguel, localiza-se na freguesia de Malhada Sorda, município de Almeida, distrito da Guarda, em Portugal.
O Orago desta Paróquia e desta Igreja é São Miguel.
Desde 1997, a Igreja Matriz de São Miguel de Malhada Sorda está classificada como Imóvel de Interesse Público.

## Descrição
Embora seja desconhecida a data do início da construção da Igreja de São Miguel, a edificação da matriz de Malhada Sorda pode situar-se no final do século XVI, devido ao modelo arquitetónico presente e à data 1597 gravada no arco da nave mais próximo da capela-mor.
Tem planta retangular e é disposta longitudinalmente. O templo é precedido por uma estrutura do século XVIII, de maiores dimensões que a fachada, onde se encontram a torre sineira e um pórtico de arco de volta perfeita e frontão triangular com um nicho ao centro, pináculos nos cunhais e rematado por cruz de pedra. Entre o pórtico e o frontispício encontra-se um átrio e o frontispício foi rasgado ao centro, onde se encontra um portal com frontão triangular e pilastras.
No interior existe uma única nave, com quatro arcos, sendo o arco triunfal pintado com ornamentos de brutesco. O teto entre o arco triunfal e o segundo arco está decorado com caixotões de madeira, com pinturas da vida da Virgem Maria.
Na capela-mor pode observar-se uma representação da Santíssima Trindade na cobertura e um belíssimo altar-mor de retábulo barroco de talha dourada do século XVI. Encontram-se ainda retábulos laterais e, por trás do altar-mor, existe um conjunto de pinturas murais quinhentistas de três cenas: ao centro o Arcanjo São Miguel, ladeado por Adão e Eva e a Árvore da Vida. Estas últimas pinturas foram inspiradas numa gravura de Schedel, da Crónica de Nuremberga.

### Torre Sineira
Junto à Igreja encontra-se uma Torre Sineira, que terá funcionado como prisão em tempos remotos. Os sinos desta Torre Sineira ainda são acionados manualmente durante Procissões, com um som particularmente único, alegrando a povoação no decorrer de toda a Procissão.

## Festas Religiosas
Na Igreja de Malhada Sorda celebram-se as seguintes festas durante o ano:
- Celebrações da Semana Santa
- Páscoa
- São Miguel (última segunda-feira de Maio)
- Festa dos Solteiros e Divino Espírito Santo (Pentecostes)
- Festa do Senhor (dia de Corpo de Deus)
- Festas em Honra de Nossa Senhora da Ajuda

### Festas em Honra de Nossa Senhora da Ajuda
O Santuário de Nossa Senhora da Ajuda pertence à Paróquia de Malhada Sorda. Durante as Festas em Honra de Nossa Senhora da Ajuda, algumas das cerimónias religiosas das festas decorrem na Igreja Matriz. O ponto alto das cerimónias religiosas desta Romaria na Igreja Matriz é a Hora Santa, hora de Adoração, a que assistem milhares de pessoas, enchendo completamente a Igreja.